# Pustý zámek (hrad, okres Česká Lípa)
Pustý zámek u Zakšína (německy Wüstes Schloss) je zřícenina skalního hradu jižně od Zakšína u Dubé v jižní části okresu Česká Lípa, na území chráněné krajinné oblasti Kokořínsko – Máchův kraj. Pozůstatky hradu jsou chráněny jako kulturní památka.

## Historie
Archeologicky získané zlomky keramiky na lokalitě pochází ze druhé poloviny třináctého až počátku čtrnáctého století a později z doby okolo roku 1400. Je tedy možné, že hrad existoval ve dvou obdobích, mezi kterými nebyl osídlen a zpustl.
Historie hradu bývá spojována se vsí Zakšín, o níž pochází první písemná zmínka z roku 1402, kdy vesnice patřila k panství hradu Čap. Ten poté zřejmě zanikl a Václav Berka z Dubé začal používat přídomek ze Zakšína. Je proto možné, že hrad u Zakšína nahradil opuštěný Čap. Okolo roku 1430 Zakšín zdědil Václavův syn Aleš, který používal stejný přídomek jako otec, přestože sám sídlil v Kuřívodech. Od roku 1460 je Zakšín uváděn už pouze jako vesnice, kterou Berkové koncem patnáctého století připojili k panství Starého Berštejna.

## Stavební podoba
Staveništěm hradu se stala klesající pseudoostrožna budovaná turonskými pískovci. Hradní budovy byly částečně zahloubené do skály a v nadzemních konstrukcích převažovalo dřevo. Použití zdiva je doloženo pouze na západní straně předposledního skaliska, kde nejspíše sloužilo k vyrovnání terénu. Hrad tvoří tři samostatné skalní bloky, které od skalního masivu odděluje jeden až dva metry hluboký a na dně dva metry široký příkop.
Hradní jádro se dělí na tři oddíly. První sloužil pouze obranným účelům a od druhého oddílu jej odděluje další příkop široký až osm metrů. Příkop využil přirozenou rozsedlinu a v místě vstupu byl zúžen o tři metry ponecháním mohutného soklu. Přístup do druhého oddílu umožňoval padací most, po němž se dochovala jáma pro závaží. Druhý a třetí oddíl odděluje pouze skalní spára. Další opevnění bylo převážně dřevěné, ale nelze vyloučit, že v některých místech mohla stát i kamenná hradba.
Z budov se dochovaly ve skále vysekaná podvalí a draže pro ukotvení trámů. Na druhém oddílu jsou patrné podvalí pravoúhlé stavby, nezřetelné stopy jiné čtyřboké stavby a okrouhlý objekt, který mohl sloužit jako cisterna na vodu. Velké podvalí na třetím oddílu má lichoběžníkový půdorys. Hypoteticky může se může jednat o pozůstatek obytné stavby, zatímco podvalí na druhém oddílu může být základem věže. Na třetím oddílu se nachází také menší podvalí s půlkruhovým závěrem a prostorem zcela zahloubeným do jižní stěny. Budova v jeho místech mohla sloužit jako kaple nebo kuchyně s pecí.

## Přístup
Pozůstatky hradu jsou přístupné po červeně značené turistické trase, která vede ze Zakšína k rozcestí Rač a dále do Nedvězí.